# Tjoloki
Tjoloki (georgiska: ჩოლოქი) är ett vattendrag i Georgien. Det ligger i den autonoma republiken Adzjarien, i den västra delen av landet, 250 km väster om huvudstaden Tbilisi. Tjoloki mynnar som vänsterbiflod i Natanebi, som strax därefter mynnar i Svarta havet.